# Super+Fiction
Super+Fiction est une collection de science-fiction des Éditions Albin Michel, lancée en 1977, dirigée par Georges H. Gallet et Jacques Bergier. La collection a été arrêtée en 1984.

## Liste des titres

### Années 1970

#### 1977
1. Terre, planète impériale par Arthur C. Clarke
2. La Ruche d'Hellstrom par Frank Herbert

#### 1978
1. Les Vampires de l'espace par Colin Wilson
2. Le Colosse anarchique par A. E. van Vogt

#### 1979
1. Sargasso par Edwin Corley

### Années 1980
| Sommaire : | - Haut - 1980 - 1981 - 1982 - 1983 - 1984 |

#### 1980
1. Mission Aquarius par Martin Caidin
2. Les Fontaines du paradis par Arthur C. Clarke
3. Kampus par James E. Gunn

#### 1981
1. Plus fort que le temps par Alexandre Kazantsev
2. Reine des orages par Marion Zimmer Bradley
3. Frère de démons, frère de dieux par Jack Williamson
4. Double, double par John Brunner
5. Le Voyage fantastique par Isaac Asimov
6. La Poussière dans l'œil de Dieu par Larry Niven et Jerry Pournelle

#### 1982
1. L'Abîme de Léviathan par Jayge Carr
2. Le Jour la nuit par Tanith Lee
3. Les Guerriers d'Aurore par M. A. Foster
4. Les Prairies bleues par Arthur C. Clarke (non paru)

#### 1983
1. L'Épée enchantée par Marion Zimmer Bradley
2. Le Jour des Kleshs par M. A. Foster

#### 1984
1. Et le diable vous emporte par Jack L. Chalker